# Dampierre-sous-Brou
Dampierre-sous-Brou – miejscowość i gmina we Francji, w Regionie Centralnym, w departamencie Eure-et-Loir. Nazwa miejscowości pochodzi od imienia św. Piotra.
Według danych na rok 1990 gminę zamieszkiwały 472 osoby, a gęstość zaludnienia wynosiła 32 osoby/km² (wśród 1842 gmin Regionu Centralnego Dampierre-sous-Brou plasuje się na 700. miejscu pod względem liczby ludności, natomiast pod względem powierzchni na miejscu 892.).